# شيدو ناكانو
شيدو ناكانو (مواليد 7 فبراير 1913) هو ملاكم ياباني، مثّل بلاده في الألعاب الأولمبية الصيفية 1936.

## روابط خارجية
شيدو ناكانو على موقع أوليمبيديا (الإنجليزية)